# Чародей (приток Курунг-Хоонку)
Чародей — река (по другим данным — ручей) в России, протекает по Алданскому району Якутии. Длина реки — 14 км.
Начинается из небольшого озера, лежащего вблизи верховий реки Балдын. Течёт в южном направлении по тайге. В низовьях протекает по долине с крутыми берегами, огибая гору округлой формы. Здесь в долине реки встречаются останцы высотой 3-12 м. Впадает в Курунг-Хоонку слева в 16 км от его устья.

## Данные водного реестра
По данным государственного водного реестра России относится к Ленскому бассейновому округу, речной бассейн реки Лена, речной подбассейн реки — Алдан, водохозяйственный участок реки — Алдан от в/п г. Томмот до впадения реки Учур.
Код объекта в государственном водном реестре — 18030600212117300006050.